# ケン・ジェニングス
 ケン・ジェニングス（Kenneth Wayne "Ken" Jennings III 1974年5月23日 - ）は、アメリカ合衆国出身のクイズ番組の解答者である。
アメリカ合衆国のクイズ番組『ジェパディ!』での最高連勝記録の保持者であり、アメリカ合衆国のクイズ番組での獲得賞金総額記録では2番目につけている。
クイズ番組『ジェパディ!』では、2004年にナンシー・ザーグに敗れるまで74回連続で勝ち続けた。彼が『ジェパディ！』で獲得した賞金総額は3,172,700ドルにものぼる（内訳は、74連勝による賞金が$2,520,700、75回目の挑戦での準優勝賞金が$2,000、アルティメットトーナメント準優勝の賞金が$500,000、IBMチャレンジでの準優勝の賞金が$300,000である）。
『ジェパディ!』の連勝により、アメリカ合衆国クイズ番組での生涯獲得賞金額で1位になった。彼の獲得賞金総額は、同番組で2005年5月25日に放送されたアルティメットトーナメントでジェニングスを制し優勝した、ブラッド・ルッターよりも上回っている。また、他のクイズ番組でも活躍しており、特に『Are You Smarter Than a 5th Grader?（日本における「クイズ!あなたは小学5年生より賢いの?」）』（初回放送は2008年10月10日）で活躍は最高潮に達した。なお、『ジェパディ!』のみの獲得最高金額はブラッド・ルッターが保持している。
『ジェパディ!』での活躍後、ジェニングスは彼自身の経験とアメリカのクイズ文化についての本を書き、2006年に出版している（『ブレニアック』）。

## 若年期
1974年にワシントン州のエドモンズで誕生した。父親がオラクルのアジア太平洋地域担当の顧問弁護士として弁護士事務所に勤めていたため、1981年〜1992年を韓国のソウルで、1992年〜1996年をシンガポールで過ごした。そのため彼は『ジェパディ!』をAFNのチャンネルで視聴していたという。
高校をソウル外国語学校で国際バカロレアの資格を取得して卒業し、ワシントン大学へ入学した。ワシントン大学で大学1年生を終えた後、ブリガムヤング大学に移り、そこで計算機科学の学位を得て卒業している。在学中、3年半の間クイズボウルのチームで活躍した。

## 家族やプライベート
妻ミンディ（旧姓：Boam） との間に、息子1人と娘1人をもうけている。2003年に息子ディランを、2006年に娘ケイトリンを授かっている。
ジェニングスは、末日聖徒イエスキリスト教会の一員であり、また、民主党の支持者である。
ジェニングスは現在シアトルの都市部に住んでいる。彼は漫画と映画の熱狂的なファンであり、自身のウェブサイトでお気に入りの映画TOP4000をリストアップしている。また、特に文学や神話といったカテゴリでのクイズ問題作成を行っている他、クイズボウルを主催するナショナル・アカデミック・クイズ・トーナメント（National Academic Quiz Tournaments, 略称NAQT） の運営にも関わっており、2005年、2006年、2009年にシカゴで行われたNAQT高校生大会では問い読みを担当するといった形でクイズに関わっている。
『ジェパディ!』での連勝中は、CHGヘルスケア社のソフトウェアエンジニアとしてユタ州ホラデイで働いていた。

## 『ジェパディ!』での連勝
2003年以前の『ジェパディ!』では、いくら連勝しても出場できるのは5連勝までに制限されていた。連勝出場の制限が無くなり勝ち抜けばいくらでも連続出場できるようになったのは、2003年の第12シーズンからである。
連続出場の回数制限が撤廃されてからの連勝記録保持者は、ケン・ジェニングスが登場する以前は2004年1月に8連勝で$186,900の賞金を獲得したトムラッシュであった。
『ジェパディ!』に出場する前、ケン・ジェニングスはBYUのクイズボウルのチームに所属していた。
ジェニングスの連勝は第20シーズンにあたる2004年6月2日（水）の放送から始まり、第21シーズンまで続いた。連勝の1戦目は2連勝中のジェリー・ハーベイを破ったところから始まった。しかしながら第1戦目の状況は、ファイナル・ジェパディで答えがマリオン・ジョーンズであるにもかかわらず、"Who is Jones?"とジョーンズとだけ解答し、司会者のアレックス・トレベックからは「女性のアスリートでジョーンズという人はそう多くないのでジョーンズだけでも正解としましょう(We will accept, as when it comes to female athletes, there aren't that many)」とおまけで正解をもらうような状況であり、ともすれば連勝記録など無かったかもしれないような始まり方であった。ジェニングスの連続出場は、特番のため一旦小休止がはさまれている（2004年のキッズ・ウィークとチャンピオン大会、大学生大会）。なお、チャンピオン大会に関しては、チャンピオン大会の出場条件が既に1度チャンピオンの座を退いている人に限られており（大学生大会の優勝者は例外）、チャンピオン大会が収録される時点ではまだジェニングスは連勝中であったために出場できなかった。

### 連勝の終わり
2004年11月30日、75連勝を賭けた挑戦でナンシー・ザーグに敗れ、彼の連勝は終わった。
その回でジェニングスは、ダブルジェパディ、デイリー・ダブルを誤答しており、その結果$10,200の減額をうけ（$5,400と$4,800）、ファイナル・ジェパディ!に入る時点で$14,400となっていた。3位のデビッド・ハンキンスがダブル・ジェパディの後に獲得賞金額が$0に満たなかったため、ファイナル・ジェパディ!には、ケン・ジェニングスとナンシー・ザーグの2人での対決となった。
ファイナル・ジェパディ！のカテゴリは『ビジネス&工業(Business & Industry)』であり、問題内容は「Most of this firm's 70,000 seasonal white-collar employees work only four months a year（この職場では7万人のホワイトカラー労働者が働いており、彼らは1年の内4カ月しか出勤しない）」というものであった。ザーグは「What is H&R Block ?」と答え正解し、持ち点$10,000に$4,401を加えた。一方、ジェニングスは「What is FedEx ?」と誤答し、持ち点から$5,601を差し引いた$8,799という最終得点で試合を終えた。ジェニングスは2位の賞金として$2,000を獲得し、『ジェパディ!』での最終的な獲得賞金総額は$2,522,700となった。なお、ジェニングを破り彼に強敵と言わせしめたナンシー・ザーグであったが、次回の放送では3位という結果に終わった。
ジェニングスの75回に渡る挑戦は、夏休み中に放送されたキッズ・ウィーク、チャンピオンズ・トーナメント、大学トーナメントで停止していた分を含めて、182日間という長期間にわたった。なお、75回の出場の内、リードを保ったままファイナル・ジェパディ!に突入できなかったのは、10回だけであった。

### 『ジェパディ!』連勝の番組への影響
『ジェパディ!』でジェニングスが連勝している間、番組の放送されない箇所で幾つかの変更が行われた。1つは、参加者は早押しブザーの感触を確かめるなど事前の準備の時間をあまり与えられていなかったものが、参加者が早押しブザーに慣れるよう従来よりもリハーサルの時間が多くとられるようになった点である。もう1つは、早押しブザー周辺の環境が変わったことである。ジェニングスの著書『Brainiac』によると、番組のシステムに慣れているチャンピオンが挑戦者と比べ有利になってしまう問題をどうにかするため行われた変更であり、彼自身は番組が第2期に移った際にこの変化を大きく感じたと述べている。
彼は、「クイズ番組で最も多く賞金を獲得した人物」としてギネス世界記録に登録された。

#### 視聴率への影響
ニールセン社の視聴率調査によると、ジェニングスが『ジェパディ!』で連勝していた間の視聴率は以前より22%ほど上昇したという。連勝中は、番組販売によるテレビ番組の視聴率ランキングで数週にわたって1位にランクし続けた。
『ジェパディ!』の第20シーズンが始まって数週間の視聴率は、よく比較に出されるクイズ番組『ホイール・オブ・フォーチュン』を上回っていた。また、『ホイール・オブ・フォーチュン』も影響を受けてか視聴率が上がっている。

### 連勝中および連勝後のメディア露出
ジェニングスはアメリカの各種メディアでも知られるようになった。『ジェパディ!』での38連勝の後、丁度夏休み期間で収録が休みに入っていた頃、『Live with Regis and Kelly』にゲスト出演を果たした。そこで彼は、昔『フー・ウォンツ・トゥ・ビー・ア・ミリオネア』の参加予選を受け落選したことを告白している。番組出演中に彼は、「『ジェパディ!』は男のゲームだと思うよ…『ミリオネア』と違ってね」と語っている。
深夜トーク・バラエティ番組『レイト・ショー・ウィズ・デイヴィッド・レターマン』の「デイヴィッド・レターマンのトップ10リスト」のコーナーで「アレックス・トレベックをいらつかせる方法トップテン」を扱った際のゲストとして、ケン・ジェニングスが呼ばれている。
2004年12月8日のABCニュースの年末特番では、Barbara Waltersが選ぶ「2004年に好調だった人物」の一人として、12番目にケン・ジェニングスを選んでいる。
セサミストリートの第36期放送の「Health habits for life」のコーナーに出演している。
『TV Guide』紙は「2004年のTVシーン、トップ10」で、ケン・ジェニングスの連勝がストップしたことを3位に位置付けている。
2004年12月1日に放送されたA&E制作のテレビ番組『バイオグラフィ』では、ジェニングスをはじめ、Frank SpangenbergやEddie Timanusなど『ジェパディ!』で活躍した人々のエピソードを放送した。

## アルティメット・トーナメント・オブ・チャンピオンズ
2004年12月28日、15週75回の放送にわたるJeopardy! Ultimate Tournament of Championsの開催がソニーより告知された。この大会は、過去21年間に渡る放送の中で、チャンピオン大会、大学生大会、ティーンエイジャー大会の優勝者、100人以上に渡る5週以上連続勝ち抜け者を集めて行われる大会であった。『ジェパディ！』のエグゼクティブ・プロデューサーのHarry Friedmanの説明によると、以下のような趣旨で企画されたという。
2003年のルール改変で勝ち続ければずっと番組に出演し続けることが可能となったことで、ルール改変前の5連勝で出演停止となった人々が今のルールで競い合ったらどうなるのであろうか？という1つの疑問が浮かんだ。今大会はそんな過去の強豪達に再び光が当たる機会を設けようというものである。
("The 2003 rule change, which allows Jeopardy! players to keep playing until they're defeated, raised the question about how other five-time champions might have played under this rule. This tournament is an opportunity to give those past champions another chance to shine.")
彼を含め総勢145名の参加者が出場し、その中でジェニングスは特別に決勝戦からの参戦となった。なお、この大会には賞金が設定されており、それぞれ、優勝200万$、準優勝50万$、3位25万$となっている。また、参加者全員には出演料が支払われた。
大会の最終結果は、ブラッド・ルッターがジェニングスとJerome Veredを制し、それぞれ得点は$62,000、$34,599、$20,600であった。これにより、一時的にアメリカクイズ番組での生涯獲得賞金総額記録の1位がルッターに移っている。因みに優勝者であったルッターは、ケンジェニングスと共に2011年2月のIBMチャレンジに出演している。

## 『ジェパディ!』での活躍後

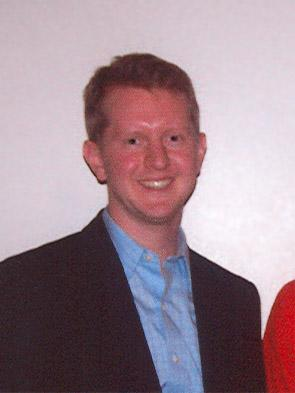
ケンジェニングス（2005年撮影）

ジェニングスの『ジェパディ!』での連勝が止まった際の問題内容であったことを活かし、H&R Block社はジェニングスが獲得した賞金の税金がかからないような資産運用サービスを彼に申し出ている。H&R Block社の副社長のDavid Byersによると、ジェニングスが獲得した賞金にかかる税金はおよそ104万ドルにもなるという。
2004年には、アメリカ民主党のChuck SchumerとHarry Reidがジェニングスにユタ州の上院議員への出馬を提案したが失敗に終わっている。
これまでに4冊の本を執筆している。
『Brainiac: Adventures in the Curious, Competitive, Compulsive World of Trivia Buffs』（ブレニアック）『ジェパディ!』での体験記を綴っている他、アメリカのクイズ文化史をまとめている。
(2006, Villard出版, ISBN 1-4000-6445-7, ペーパーバック版 ISBN 0-8129-7499-9)
『Ken Jennings's Trivia Almanac: 8,888 Questions in 365 Days』
（ケン・ジェニングスのトリビア年鑑〜1年365日8888問〜）1日あたり約20問のクイズ問題が3つのカテゴリに分けて1年分収録されている。
（ハードカバー, 2008, Villard出版, ISBN 0-345-49997-2)
『Maphead: Charting the Wide, Weird World of Geography Wonks』世界地図の面白さ、面白い場所を紹介している。(2011, Scribner出版, ISBN 1-4391-6717-6)
『Because I said so!』（だから言ったじゃないの！）親が子供に言い付ける注意の内容が、本当の所は正しいのか間違っているのかを、実際に実行し検証を試みている。(2012, Scribner出版, ISBN 978-1-4516-5625-1, 電子版 ISBN 978-1-4516-5627-5).

### 他のクイズ番組での活躍
ケン・ジェニングスは2006年10月13日にNBCで放送されたクイズ番組『1 vs. 100』に、その他大勢の一人として参加した。「一般的なルーレットの1と書かれた場所の色は何色？」という問題に正解の「赤」ではなく「黒」を選択し、脱落している（このことについて彼は、自分が信仰しているモルモン教の教えではギャンブルはご法度であるためわからなかったと説明している）。
彼は、2007年2月9日に放送された特番「Last Man Standing」で再度出場を果たしている。最終問題の「次の内、最も結婚回数が多いのは誰？」という問題に、正解は「ラリー・キング」であったところを「ヘンリー8世」を選び脱落した。
この放送ではその他大勢の一人としてライバルのブラッド・ルッターも参加しており、アルティメット・トーナメント後では初めての対戦となっており、結果はルッターはジェニングスよりも先に脱落している。

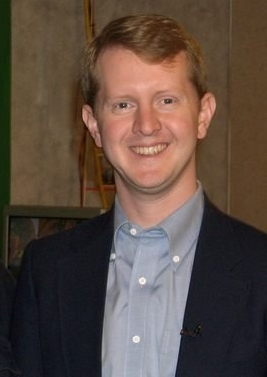
Ken Jennings in 2007

2007年には、クイズ番組の猛者が集った番組「グランドスラム」に招待された。番組は2007年の4月にGSNで放送され、16人のクイズ番組の猛者達がトーナメント形式で競うというものだった。その中で、彼は優勝し賞金$100,000を獲得した。
ジェニングスは2008年10月10日放送の『Are You Smarter Than a 5th Grader?』に出演しており、その番組でブラッド・ルッターの生涯獲得賞金額を上回るかどうかの可能性をかけた挑戦をしていた。結果として、彼は50万$の問題を正解した。しかし、獲得賞金額が50万$あれば生涯獲得賞金額の記録がルッターのものを上回るため、間違えると獲得賞金が2万5000$になるリスクを冒してまで100万$を目指すつもりはなく、50万$の問題を正解した所でドロップアウトを宣言し賞金50万$を獲得した。ドロップアウト宣言の後、番組のおきまりの流れとして、もし100万$の問題に挑戦していたらどうなったのかを確かめるため、100万$用のクイズ問題が彼に出題された。問題内容は「アメリカ大統領のジョン・アダムスが大統領選に出馬した時の政党はどこ？(U.S.President John Adams was a member of what political party at the time of his election?)」であり、ケン・ジェニングスはその問題に正解したため、もし100万$に挑戦していたら番組で2番目の100万$獲得者になっていたことになる。
2008年10月31日、毎週金曜日放送のGSN制作のクイズ番組『Stump the Master』に出演している。視聴者はGSNのウェブサイト宛てにクイズ問題を送り、その中から4つの問題が採用されケンジェニングスが4つの内の1つを解答するという番組内容となっている。ジェニングスに選ばれた問題の作成者は電話越しに出題をし、もしケン・ジェニングスが答えられなかったら、問題作成者は$1000、あるいはそれ以上の賞金をもらうことができる。一方、ジェニングスが正解した場合は次の問題の賞金額に$1000がプールされる。ジェニングスに選ばれる・選ばれないに関わらず採用された4つの問題の作成者にはささやかな賞品が贈られる。
ジェニングスはソニーピクチャー制作のクイズ番組『フー・ウォンツ・トゥ・ビー・ア・ミリオネア』に、ライフラインの一つ「アスク・ザ・エキスパート」のエキスパート役としてしばしば登場している。また、ソニーピクチャー制作のピラミッドゲームの復刻版にも参加している。

### ブログでの『ジェパディ!』批判騒動
2006年6月のニューヨーク・ポスト紙にて、ケンジェニングスが自身のブログで『ジェパディ!』を非難しているという内容のMichael Starrが書いた記事が掲載された。
ジェニングスがブログに書いた文章 を引用し、番組内容と司会者アレックス・トレベックへの非難している箇所に焦点を当てて書かれた記事であった。
ジェニングスはこのことを受けてブログに、「『ジェパディ！』にやらせや刺客の制度を加えるべきだ！などと僕が真剣に思っていないことはStarr氏も知っているはず、こんな提案を受け入れたら番組が改悪されることぐらい誰でもわかるような笑い話であり、これを指して批判していると捉えられるのはお門違いではないか(Starr knows there's no way I was genuinely calling for angry bees and ventriloquist's dummies to be added to the Jeopardy! format. It's a humor piece, and one which gets its laughs from the outrageous non sequiturs it proposes, not the ripeness of its target for criticism.)」とコメントを残している。
彼はこれ以外にも、弁護するコメントを自身のブログに掲載している
。

### アメリカン・クロスワードパズル・トーナメントでの活躍
2006年に行われたアメリカン・クロスワードパズル・トーナメント(ACPT)にスペシャルゲストとして初参加している。
初参加でありながら、成績は全体順位（Aクラス）で37位であり、過去に成績上位20%に入賞したことの無い人々（Cクラス）の中では1番の成績であった。彼はゲストの務めとして、成績上位者に賞を渡す役割を請け負っており、自分自身に対して賞を授与するという大会史上初めての光景となった。なお、大会への参加はその1度きりであり、以降参加したという記録は確認されていない。

## 『ジェパディ!』への復帰
2011年2月14日〜16日にかけて、ジェニングスとルッターの人間2人とIBMが開発したワトソン (コンピュータ)の3プレイヤーで2試合を行うIBMチャレンジが企画された。
優勝したのはワトソンであり、IBMは賞金の100万ドルを2つの慈善団体に寄付した。一方でジェニングは2位、ルッターは3位で、それぞれ$300,000と$200,000を獲得した。ジェニングとルッターも彼らの獲得賞金の半分を寄付した。
人間と人工知能とがクイズで競い合うというのは、クイズ番組史上初めてのことであった。
1試合目の結果は、ルッターは$5000でワトソンと並んでいたもののジェニングスは$2000で3位だった。2試合目は、第1ピリオドの時点で、ジェニングスは$4800で3位、一方、ルッターは$10,400で2位であった
最終的には、ワトソンが$77,147、ジェニングスが$24,000、ルッターが$21,600という結果となった。ファイナル・ジェパディでは、解答ボードに「I for one welcome our new computer overlords（我々は新しいコンピュータの登場を歓迎します）」とシンプソンズに登場するキャラクターの言い回しを利用した解答を書くユーモアな一面を見せた。
ジェニングスはワトソンとの対戦については、ウェブマガジンのSlateで綴られている。

## コマーシャルなどへの出演
マイクロソフト社の百科事典エンカルタの宣伝活動を請け負っている。
American Program Bureau（著名人の姿を映像記録として残す活動をしている団体）から記録対象に選ばれ、それに対し自己紹介の映像撮影に協力している 2005年には、シンガー・ワイヤレス社（現AT&T）のCMに起用されている。
『Can You Beat Ken?』というボードゲームがユニバーシティゲームズ社から販売されている。ゲーム内容はクイズを解答し、他のプレイヤーとケン・ジェニングスより早く獲得賞金総額260万ドルの達成を目指すものとなっている。なお、使用されるクイズ問題はユニバーシティゲームズ社がこのボードゲームを作るにあたり、実際に1度ジェニングスへ出題したものを使用しており、クイズ問題が書かれたカードに彼がどう回答したかが反映されている。